# 交通捜査
交通捜査（こうつうそうさ）とは、警察の一分掌を指す交通事故捜査部門の略称である。交通事故は環境的要因・人的要因・自動車等の構造的要因が総合して発生する物理現象であるが、航空事故などと異なり自動車事故は人的要因のみを抽出して結論が出される傾向にある。